# Бричес (обезьяна)
Бричес (англ. Britches) — самец медвежьего макака (Macaca arctoides Geoffroy), один из 24 детёнышей обезьян, принимавший участие в продолжительном эксперименте Калифорнийского университета в Риверсайде, нацеленном на изучение развития нервной системы.
Родился в неволе, после рождения был отлучён от матери. В ходе эксперимента ему были зашиты веки.
По наводке одного из студентов активисты Фронта освобождения животных (англ. Animal Liberation Front) выкрали пятинедельного Бричеса из лаборатории. Вместе с Бричесом активисты фронта выпустили из клеток и вольеров несколько сотен мышей, котов, опоссумов, голубей, кроликов и крыс. Кроме того, они повредили оборудования на 700 000 долларов США.
В официальном ответе университета значилось, что представления о жестоком обращении с животными не имеют под собой оснований, а на восстановление ущерба исследовательским проектам, в том числе и разработке методов компенсации слепоты, потребуется несколько лет.

## Суть эксперимента
Эксперимент, в котором принимал участие Бричес, был направлен на изучение развития нервной системы и поведения обезьян при выращивании их с устройством, заменяющим органы чувств.
Планировалось вырастить 20 детёнышей, по четыре обезьяны от рождения до трёх месяцев, ещё одна — до шести месяцев, при этом зрение им должна была заменять опытная модель специального навигатора (Sonicguide). Одна контрольная группа, не лишённая зрения, носила прибор, а другая контрольная группа была лишена зрения, но носила муляж. По окончании эксперимента животных предполагалось забить, а нервные ткани извлечь для изучения.

## Налёт
По версии Ингрид Ньюкирк англ. Ingrid Newkirk, один из студентов обратился с жалобой на увиденное в университете в общество защиты животных «Last Chance for Animals», где в качестве волонтёра присутствовал один из членов Фронта. Он узнал у этого студента все необходимые подробности.
21 апреля 1985 года активисты Фронта ворвались в лабораторию и выпустили большое число животных. Запись налёта, сделанная нападавшими, была передана организации PETA.
По описанию нападавших, Бричес сидел в клетке один, если не считать «искусственную маму» — болванку с сосками, к которой он цеплялся. Глаза у него были перевязаны, а к голове был прикреплён пищавший каждую минуту прибор Trisensor.
Из лаборатории обезьяну отвезли в Юту к отошедшему от дел детскому врачу.

## Медицинское освидетельстование
Основатель движения Ветеринары за права животных (англ. Veterinarians for Animal Rights), специалист по ветеринарной офтальмологии Нед Буюкмихджи (англ. Ned Buyukmihci) осмотрел Бричеса после освобождения из лаборатории. По его мнению, швы были слишком велики, а повязки грязны. Своё отношение к эксперименту он выразил словами «Не может быть оправдания настолько небрежному и жестокому эксперименту». Одна из врачей, Беттина Флавиоли (англ.  Bettina Flavioli), бывший педиатр, записала своё заключение на видео.

К голове детёныша посредством бинтов и клейкой ленты прикреплён прибор с перерезанным проводом.
С обеих сторон из-под повязок выступают короткие трубки. Клейкая лента непосредственно соприкасается с кожей лица и шеи. Из-за повышенной влажности повязки приподняты (клювообразно), так что виден правый глаз.
Под повязками на глазах располагаются картонные прокладки… Обе грязны и влажны. Верхние веки обоих глаз пришиты к нижним, причём швы явно больше, чем требуется. Многие швы прорвали ткань век, с образованием рваных ран и просвета между веками около четверти дюйма (примерно 8 мм). Шовные нити вызвали раздражение роговицы, выраженное обильным слезотечением.
Ярко выражена светобоязнь. Пенис отёчен и воспалён. Имеется повышенное накопление смегмы на его поверхности. Развитие мускулатуры слабое. Кожа сухая. Запах тяжёлый.

## Последствия
Общественная организация «Люди за этичное обращение с животными» (англ. People for Ethical Treatment of Animals, PETA) сняла фильм под названием «Бричес» и включила в него кадры, отснятые во время налёта. Этот фильм включал критику со стороны учёных и американского общества слепых (англ. American Council of the Blind).
Представители университета опровергли заявления защитников животных. Исследователи выразили подозрение в том, что активисты «PETA» с помощью туши или чёрной краски визуально увеличили швы, а повреждения век были нанесены самим ветеринаром, проводившим осмотр.
В ответ на налёт глава американского Института здравоохранения заявил, что кражи лабораторных животных могут рассматриваться как акты терроризма со всеми вытекающими последствиями.
Из-за привлечения общественности восемь из семнадцати проектов были приостановлены. Практика сшивания век детёнышам обезьян была оставлена. Национальный институт здравоохранения провел проверку исследовательских программ университета, но не нашёл нарушений.